# Ácido fenilacético
El ácido fenilacético (abreviado en inglés PAA) es un compuesto orgánico que presenta dos grupo funcionales: un fenilo y un carboxilo. Es un sólido blancuzco de olor desagradable que se usa en la producción ilícita de fenilacetona (empleada en la fabricación de metanfetaminas) por lo que es objeto de controles por parte de la Chemical Diversion and Trafficking Act en Estados Unidos.

## Presencia
El ácido fenilacético es una auxina activa (un tipo de fitohormona predominante en frutas); sin embargo, su efecto es más leve que el del ácido indol-3-acético (otra auxina). Es un producto de la oxidación de la feniletilamina al actuar sobre ella la enzima monoaminooxidasa presente en humanos y muchos otros organismos.

## Síntesis
El compuesto se puede preparar por hidrólisis de cianuro de bencilo:

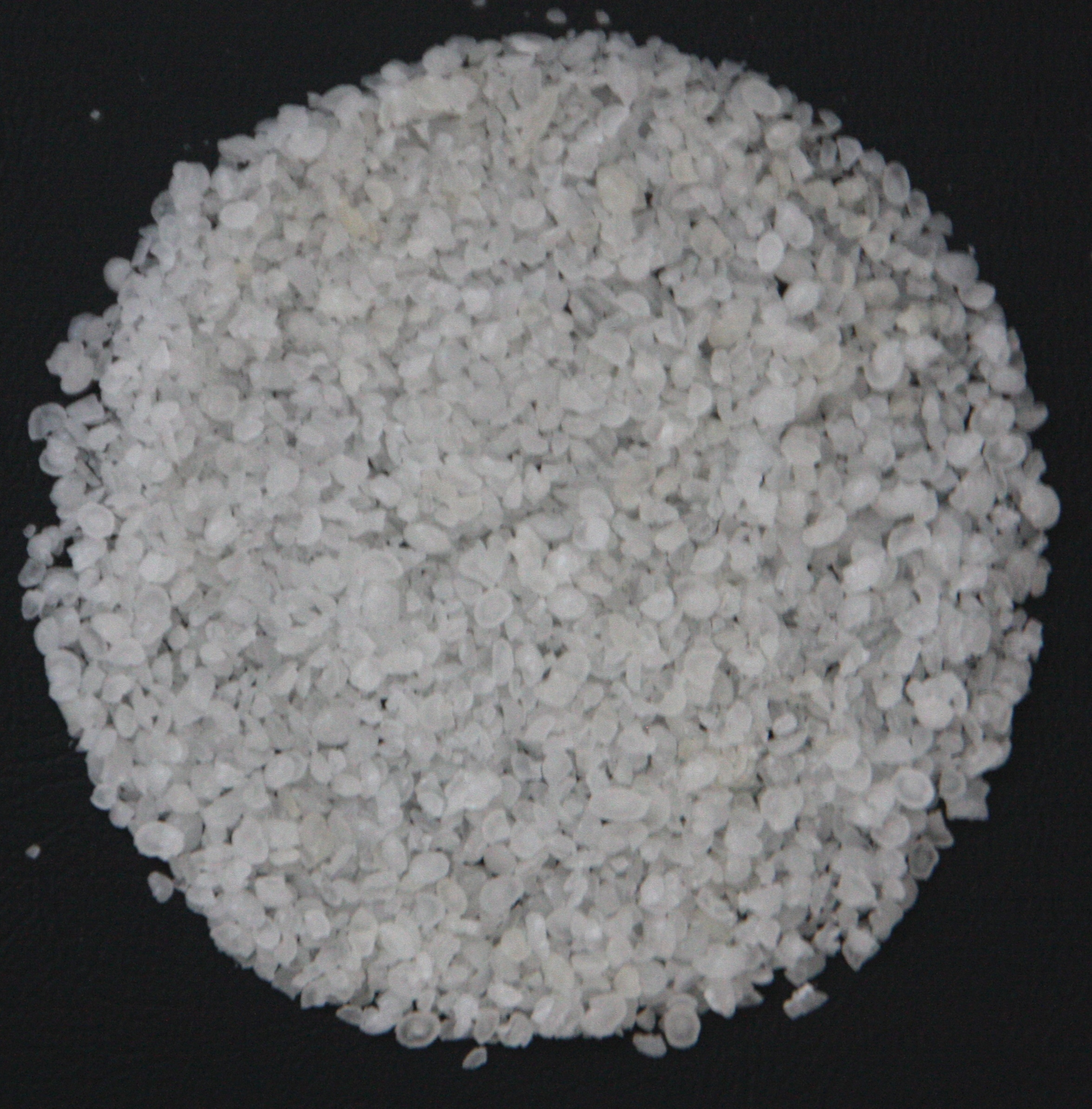
Gránulos de ácido fenilacético

## Aplicaciones
El ácido fenilacético se usa en perfumería ya que presenta un olor similar a la miel en bajas concentraciones. Además, se usa en
la producción de penicilina G. Igualmente se emplea en el tratamiento de la hiperamonemia tipo II ya que reduce la cantidad de amoníaco en la sangre cuando forma la coenzima fenilacetil-CoA que reacciona enseguida con la glutamina, rica en nitrógeno para formar fenilacetilglutamina, que puede ser secretada naturalmente por el paciente.